# Caitlyn Halse
Pour les articles homonymes, voir Halse.
Pas d'image ? Cliquez ici

a Compétitions nationales et continentales officielles uniquement.

b Matchs officiels uniquement.
Dernière mise à jour le 26 octobre 2024.
Caitlyn Halse, née le 18 septembre 2006 à Campbelltown (Australie), est une joueuse internationale australienne de rugby à XV qui évolue au poste d'arrière. Licenciée au club du Southern Districts RC, elle joue le Super Rugby Women's avec les Waratahs.

## Biographie
Née le 18 septembre 2006 à Campbelltown en Nouvelle-Galles du Sud,, Caitlyn Halse pratique d'abord le rugby à XIII dès l'âge de six ans, avec les Picton Magpies, puis le rugby à XV à huit ans avec les Camden Rams. Enfant, elle joue casquée et cache ses cheveux longs pour que ses adversaires masculins jouent normalement contre elle.
Elle fait ses débuts avec les Waratahs en 2023 et établit un record en étant la plus jeune joueuse à participer à la compétition (16 ans et 187 jours) : elle a besoin d'une autorisation parentale pour jouer et c'est son père qui doit l'amener aux entrainements. Cadette de l'effectif, elle est chargée de s'occuper de Tara, la mascotte de l'équipe, l'amener aux entrainements et réunions, et surtout veiller à ce que rien ne lui arrive. Repérée par les recruteurs de la National Rugby League, elle déclare ne pas avoir l'intention de changer de discipline et avoir pour unique objectif de jouer avec les Wallaroos.
En 2024, elle remporte le Super Rugby Women's, puis elle est sélectionnée pour disputer la Pacific Four Series. Le 17 mai à Melbourne, elle devient la plus jeune internationale de l'histoire du rugby australien (défaite 25-32 face aux États-Unis),. Elle est également retenue pour le WXV où elle est titulaire lors des trois rencontres,. À la fin de la saison, elle est élue Jeune joueuse australienne de l'année.
Blessée durant la pré-saison, Caitlyn Halse rate la majeure partie du Super Rugby 2025. Elle retrouve la compétition à l'occasion de la phase finale.

## Palmarès

### En franchise
- Vainqueur du Super Rugby Women's en 2024 et 2025.

### En équipe nationale
- Vainqueur du WXV 2 en 2024.

### Distinctions
- Élue Jeune joueuse australienne de l'année en 2024.